# Університет Сонгюнгван
Університет Сонгюнгван (кор. 성균관대학교, SKKU) — найстаріший університет Кореї, його історія починається із заснованої в 1398 році академії конфуціанства Сонгюнгван. У 1895 році зреформований в сучасний університет. У 1946 році, після здобуття Кореєю незалежності, Сонгюнгван було відроджено на кошти конфуціанців світу. Розташований в місті Сеул. 